# 段凝
段凝（9世纪—928年11月8日？）本名段明远，后唐庄宗李存勖年间名為李绍钦，中国五代十国时期后梁和后唐将领。因為其妹为后梁开国者太祖皇帝朱全忠妾，他成为太祖手下官员，后在后梁末代皇帝朱瑱年间成为大将。他雄心勃勃的反攻后梁北方大敌后唐计划的失败使得后唐得以败亡后梁，但尽管有此失败，他仍成为后唐开国皇帝庄宗的爱将。庄宗败亡，由养兄后唐明宗李嗣源继任后，明宗流放段凝，后赐其死。

## 背景
段凝生年不详。开封人氏。少年时颖悟，多智数。初为渑池主簿，弃官追随当时的权势军阀宣武军节度使朱全忠，为军巡使，尽管之前他的父亲也曾效力朱全忠却因犯罪被流放。

## 效力后梁

### 效力太祖皇帝
因段明远聪明且其妹为朱全忠之妾，朱全忠建立后梁后，渐渐器重他，常派他擔任诸军的監軍。开平三年（909年）十月，段明远在东头供奉官任上被授右威卫大将军，充左军巡使兼水北巡检使。四年（910年）五月，授怀州刺史。
乾化元年（911年）十一月，太祖北征北方大敌晋国班师，停驻怀州境内的获嘉，段明远馈献丰盛，太祖高兴。二年二月，太祖启程攻打晋及其盟友赵国，再度停驻获嘉，段明远的供奉比上次还有增加。太祖因而想起去年十一月相州刺史李思安供馈不足，愤而贬了李思安，后赐死，同时下诏褒奖段明远忠勤。五月，太祖到荥阳，段明远又相迎。六月，太祖从汜水出发，命段明远回治所。迁段明远郑州刺史，命其监对晋作战的军队。段明远改名段凝。太祖主要谋士户部尚书李振却认为段凝不宜担此任，请求罢免他。太祖却反对，称段凝无罪。李振说：“等他有罪，社稷亡了！”但太祖没有罢免段凝。

### 效力朱瑱
此后史书没有段凝的记载，直至太祖已死并由儿子朱瑱继位后的贞明六年（920年）六月。当时梁护国军节度使朱友谦举镇降晋，朱瑱派大将泰宁节度使刘鄩为河东道招讨使攻打朱友谦，以感化节度使尹皓、静胜节度使温昭图、时任庄宅使的段凝从征，攻打被朱友谦攻下的同州。以段凝经略蒲州（护国军军部）、晋州。刘鄩和朱友谦有婚亲，写信意图说服朱友谦复归梁，未果，攻打朱友谦，被晋救兵所败。尹皓、段凝素忌恨刘鄩，次年五月联名报告朱瑱称刘鄩逗留养寇，使得晋军得以来援朱友谦。朱瑱相信了他们，将刘鄩鸩杀。
经过数年，梁在黄河以北的领地一点点被晋夺去，梁军士气低落。龙德二年（922年），时任宣义军留后的段凝却参与了一次一定程度上重振梁士气的反攻。当时，张文礼杀赵王王镕，夺取赵地，死后将领地留给儿子张处瑾，晋主力军正在攻打张处瑾。晋军主力在北，边境要塞城市卫州被交给李存勖的养兄弟刺史李存儒。李存儒无能，专搜括民财，对防城的兵卒每月征收钱币，就放他们回家。八月，段凝与步军都指挥使张朗奇袭卫州，夺城，俘李存儒以献。又会合北面招讨使戴思远攻陷淇门、共城、新乡，澶州之西、相州之南都被梁所有，晋损失军储三分之一，梁军复振。段凝率军五万屯临晋，护国军治下人们大恐，都想重归后梁，甚至传言他们要擒住奉命援救护国军的晋将李存贤降梁。
三年（923年）四月，李存勖称后唐皇帝，闰四月，派养兄李嗣源对后梁在黄河以南的大城、天平军军部郓州发起奇袭，克之。这使得梁都大梁相对无防，朱瑱又害怕又愤怒，罢免天平军节度使戴思远招讨使之职，诘问北面对晋作战诸将王彦章、段凝，催促他们进兵作战，以王彦章代戴思远，以段凝为副。
五月，王彦章很快反攻，夺取德胜南城（即其在黄河以南的部分），与段凝以十万大军围杨刘，意在切断唐和郓州的联系。天雄军马步都指挥使行营蕃汉马步使李存进昼夜为备抵抗。唐枢密使郭崇韬奏称段凝阻绝津路，唐军不南下，郓州守不住，请于博州东岸立栅，稳固渡口，获准后率毛璋等万人夜趋博州渡河筑垒。朱瑱近臣朱瑱姐夫赵岩与朱瑱亡妻张德妃的兄弟张汉鼎、张汉杰和从兄弟张汉伦、张汉融害怕王彦章，因王彦章憎恶他们对朝政的影响，常说一旦在战场成功，就要杀了奸臣，他们认为是针对自己。而段凝也素来嫉妒王彦章有能，谄附赵、张，与王彦章一起作战时也百般阻挠，怕他成功。故德胜捷报传来，王彦章和段凝都上状各自表功，赵、张等都应段凝所请，藏匿王彦章的信，奏上段凝的信，归功段凝而非王彦章。使者到军，只赏赐慰劳段凝，而王彦章什么都没有，军士都失色。七月，后唐游弈将李绍兴败梁游兵于清丘驿南，段凝以为唐兵已从上流渡过，惊骇失色，当面指责王彦章孤军深入。当月王彦章未能夺取杨刘只得撤军后，段凝上书说王彦章饮酒轻敌才战败，赵、张等受段凝贿赂，又针对王彦章进谗言，朱瑱因而不顾李振和宰相敬翔、天下兵马副元帅张宗奭指段凝年轻、功名不能服众的强烈反对，罢免王彦章并召回大梁，于八月代以段凝。
段凝当上北面招讨使后，率五万精兵扎营于王村，引军从高陵津渡河，进军澶州，扎营于高陵，从酸枣决黄河向东注向郓州，意在隔绝唐军，号“护驾水”，临河而还，并与王彦章合计准备了一场预期于十月发起的对唐的雄心勃勃的四路出击：
1. 泽州刺史董璋引陕虢、泽潞兵，从石会关进军唐大城太原（原晋国都城）；
2. 镇国军留后霍彦威以汝、洛兵从相州、卫州、邢州、洺州入侵镇州（原为赵国都城）、定州；
3. 宣义节度使王彦章、都监张汉杰以禁军攻郓州；
4. 段凝本人和诸军排陈使杜晏球以大军对抗庄宗。[17]

但段凝麾下右先锋指挥使康延孝于当月率百骑奔唐，在谈及梁事时说：“段凝智勇俱无，突然居于王彦章、霍彦威之上，自统兵以来，专门率敛行伍以奉权贵。段凝奸邪，因给钱多而为大将，老将地位都在他之下。小人进任，而忠臣勇士皆被疏斥，这是必亡之势。”并说出了段凝的计划。庄宗原本听说梁必亡，高兴，但听了段凝的计划又害怕，问计于康延孝，康延孝指出可以从郓州直取大梁。九月，段凝进到临河之南，每日劫掠澶州西、相州南。郭崇韬指段凝本非将材，不能临机决策，无足可畏。在康延孝和郭崇韬建议下，十月，庄宗没有接受段凝的挑战，统率主力迅速去郓州会合李嗣源，对抗王彦章、张汉杰统领的小股军队，在中都败俘了他们。而王、张的军队已是庄宗和大梁之间唯一的障碍了。庄宗又对诸将说：“以前所患的唯有王彦章，今已就擒，是天意灭梁。段凝尚在河上，进退之计应当如何？”诸将以为传言者虽说大梁无备，却未知虚实，今东方诸镇兵皆在段凝麾下，剩下的都是空城，兵到了肯定都能攻下，乘胜先夺取青、齐这些地盘然后观衅而动可以万全。康延孝坚请直取大梁。李嗣源说：“兵贵神速。如今彦章就擒，段凝必未知道；即使有人跑去告知，还需要三天判断是否相信。如果他知道我们所向，即便发救兵，走直路被决开的黄河水阻拦，需要从白马南渡，数万之众，也很难迅速准备好舟楫。这里离大梁很近，前方没有山险，组成方阵横行，昼夜兼程，两夜就能到。段凝还没离开河上，友贞（朱瑱原名）已为我所擒了，段凝又怎么顾得上？延孝之言是对的，请陛下以大军慢慢前进，臣愿以千骑为前驱。”庄宗从之，以李嗣源先行，自己从中都出发，带上王彦章，遣中使问：“我此行能成功吗？”王彦章对：“段凝有精兵六万，虽主将不材，亦不肯立刻倒戈，难以成功。”庄宗知王彦章终不为自己所用，于是斩之。取道任城县，逼降曹州，绕过了“护驾水”造成的黄泛区，急趋大梁。虽然当时董璋等并未出兵，但梁军都在段凝处，大梁确实无备。梁君臣闻讯，敬翔哭道：“陛下初用段凝，臣极言不可，小人朋比，致有今日。今唐兵将至，段凝限于水北，不能赴救。”与朱瑱相向恸哭。朱瑱遣张汉伦骑马追回段凝军，张汉伦到滑州，坠马伤了脚，限于河水，不能前进。朱瑱登建国楼，当面选择亲信给予厚赐，命他们着便服，带着蜡丸封的诏书，催促段凝军，这些人辞行后都逃跑躲起来了。朱瑱召开封尹王瓒：“段凝未至，社稷系于卿的方略。”王瓒驱军民登城为备。有人请朱瑱驾幸段凝军，控鹤都指挥使皇甫麟说：“凝本非将材，官由幸进，今危窘之际，望其临机制胜，转败为功，难啊。且凝闻彦章军败，其胆已破，安知能终为陛下尽节乎！”赵岩也认为朱瑱一旦离开，就再不能保证有人能忠于他，于是朱瑱没有去。段凝军困在黄河以北不能回守大梁，朱瑱认为城破只在旦夕，自杀，梁亡。段凝从滑州渡河入援，以杜晏球为前锋，此时梁已亡，杜晏球投降。段凝率归化军指挥使周知裕、拱宸都指挥使沈赟等及五万军到封丘，也解甲请降，率诸大将诣阙待罪，庄宗劳赐之，诏各赐锦袍、御马、金币，幸北郊抚劳降军，各令还本营。唐兼并梁所有领地。段凝担任招讨使不足百日即亡国。当时段凝还官居检校太保。

## 效力后唐

### 效力庄宗
庄宗不仅接受段凝投降，还接受几乎全梁政府的投降。段凝出入公卿之间，洋洋自得无愧色，梁旧臣看到他，都痛恨其给梁带来的灾难，都想咬他的脸，挖他的心。杜晏球和段凝一起上言弹劾朱瑱的近臣赵岩、赵縠、张希逸、张汉伦、张汉杰、张汉融、朱珪等十余人，请诛之及家属，庄宗将这些人诛杀，家财籍没。赵岩、李振、敬翔等也因段凝上疏而被族诛。段凝通过庄宗所宠伶人景进行贿庄宗爱妾刘夫人，庄宗因而仍任他为义成军（即宣义军）兵马留后，赐国姓李，赐名绍钦（一作继钦）。当月，庄宗于崇元殿宴诸将，段凝、霍彦威、袁象先等都参加了。酒酣，庄宗举酒敬李嗣源：”此席宴客，皆吾前岁之劲敌，如今与吾同宴，是卿为前锋之效。”霍彦威等伏陛谢罪，庄宗说：“与卿话旧，别害怕。”赐御衣、器币，尽欢而罢。不久放他们归藩。
十一月，李绍钦转正为义成军节度使，当月又因通过景进行贿货物入宫而得迁泰宁军节度使。在泰宁任上，他将数十万库钱挪为己用，有司要他赔偿，但庄宗不顾郭崇韬反对而免其责。同光二年（924年）正月，因契丹入侵，李绍钦奉命与董璋戍守瓦桥。四月，客省使李严出使唐西南邻国前蜀，献上自己所作《笏记》，其中提及灭梁事时称“段凝统八万雄师，倒戈伏死”。五月，仍加检校太保，进封开国侯。当月，因幽州上言契丹将寇河朔，庄宗以义昌军节度使李绍斌充东北面招讨使，李绍钦为副招讨使，自己宠信的宦官宣徽使李绍宏为招讨都监，率大军渡河北上。李绍钦趁机谄事李绍宏。十月，已是皇后的刘夫人派使者赐李绍钦汤药。三年（925年）三月，庄宗召郭崇韬说：“朕想起在德胜寨时，霍彦威、段凝皆我之劲敌，终日格斗，战声相闻，安知二年之间，在吾麾下。”四月，移授李绍钦威胜军节度使。
九月，庄宗计划兴大军灭前蜀，李绍宏推荐李绍钦为灭蜀大军统帅，称其“有盖世奇才，虽孙、吴不如，可以大任”，但郭崇韬反对，称李绍钦是亡国之将，奸谄绝伦不可信。在郭崇韬建议下，庄宗任长子魏王李继岌充西川四面行营都统，郭崇韬充东北面行营都招讨制置等使，为李继岌副。
李继岌、郭崇韬统领的军队很快灭蜀，但蜀亡后，庄宗和刘皇后怀疑郭崇韬计划自取蜀地。刘皇后因而自己写了教令，不经庄宗同意，下令处死郭崇韬。郭崇韬之死和庄宗夫妇拒绝以实物犒军引起全国各地兵变，其中天雄軍士兵皇甫暉由於不能歸鄉，于四年（926年）二月發動了一场兵變，隨即攻克鄴都，是為鄴都之變。时任枢密使的李绍宏再荐李绍钦为统军讨伐邺都变兵的大将，这一次庄宗同意了。但李绍钦受任后所请求用的偏裨将领都是自己原先交好的梁旧将，庄宗生疑，取消对李绍钦的任命，改用李嗣源。
但李嗣源一到邺都，就被本部士兵逼迫与邺都变兵合兵。他随后南攻，三月，李绍钦与齐州防御使李绍虔（即杜晏球）、贝州刺史李绍英屯瓦桥，北京右厢马军都指挥使安审通屯奉化军，李嗣源都遣使召他们。四月，李嗣源还没到都城洛阳，庄宗已在洛阳的兴教门之变中被杀，使得他得以在没有受到大规模抵抗的情况下进入洛阳。

### 效力明宗
作为李嗣源的主要支持者之一，李绍真（即霍彦威，被庄宗改名，但不久后将改回原名）决内外机事。他与李绍钦和李绍冲（即温韬、温昭图，也被庄宗改名）有隙，当月擅自将他们下狱，欲杀之。李嗣源的主要谋士枢密使安重诲却警告李绍真：你无此权，也不能为李绍钦、李绍冲在梁朝所犯罪过而寻仇。李嗣源当时尚称监国，并未称帝，不久下教令剥夺李绍钦、李绍冲赐姓名即改回本名，并放归鄉里。
李嗣源称帝，即明宗皇帝。天成二年（927年）七月，流放段凝于辽州，温韬于德州。三年（928年）九月，另行下诏责段凝反复、温韬盗掘帝陵，曝光其罪行，命就地赐死。

## 评价
- 《旧五代史》史臣曰：况温韬之发陵寝，段凝之败国家，罪不容诛，死犹差晚。[3]
- 北宋年间，金朝入侵，奉宁军承宣使种师中奉命援救中山、河间，有人对他说若从磁州、相州北上，若金军下太行山，就不能回军相救，这就是与当初段凝屯兵河上相似的局面。[46]
- 南宋淳熙十二年（1185年）五月，尚左郎官杨万里上书举梁段凝之败的例子，要朝廷不要让因贿赂近幸而得任招讨使的事重演。[47]